# آلدو فلورنزی
آلدو فلورنزی (انگلیسی: Aldo Florenzi؛ زادهٔ ۲ آوریل ۲۰۰۲) بازیکن فوتبال است.